# Monodora unwinii
Monodora unwinii là một loài thực vật thuộc họ Annonaceae. Đây là loài đặc hữu của Nigeria. Chúng hiện đang bị đe dọa vì mất môi trường sống.